# Rathkeidae
Die Rathkeidae  sind eine marine Familie der Hydrozoen (Hydrozoa). Die Familie umfasst derzeit etwa 20 Arten.

## Merkmale
Bei den Arten, deren Hydroidpolypen bekannt sind, sind sie kolonial und wachsen aus ästige Stolonen. Die Hydranthen sind monomorph, d. h. ohne Differenzierung. Sie haben keine Stiel und einen Kranz filiformer Tentakeln.
Die Medusenknospen bilden sich direkt von Stolonen oder selten an der Basis der Hydranthen. Die Medusen sind glockenförmig und messen etwa 2 bis 4 mm im Durchmesser. Das Manubrium besitzt entweder vier ausgelängte Lippen, die einfache oder verzweigte Mundtentakeln mit Endknöpfen bilden oder unverzweigte perradiale Mundtentakel, die senkrecht oder sehr schräg auf der Höhe des Mundes inserieren. Sie haben vier oder acht radiale Kanäle und einen Ringkanal. Es sind meist acht Anschwellungen ("bulbs") vorhanden, auf denen meist mehr als ein Tentakel entspringt, selten nur ein Tentakel pro Anschwellung. Ocelli sind nicht ausgebildet. Unreife Medusen können Medusenknospen bilden, die senkrecht auf der Oberfläche stehen. Die Gonaden umgeben das Manubrium.

## Geographisches Vorkommen
Die Familie kommt im Roten Meer, im tropischen Pazifik und im Nordatlantik vor, eine Art auch in der Nordsee.

## Systematik
Nach der "World Hydrozoa Database" beinhaltet die Familie fünf Gattungen:
- Allorathkea Schmidt, 1972
- Lizzia Forbes, 1846
- Podocorynoides Schuchert, 2007
- Pseudorathkea Xu & Huang, 1990 (wird von Bouillon et al., 2006 als Synonym von Allorathkea angesehen)
- Rathkea Brandt, 1838

## Belege

### Online
- Hydrozoa Directory